# تربس
تربس (به فرانسوی: Trèbes) یک کامین در فرانسه است که در Canton of Capendu واقع شده‌است.

## خصوصیات
تربس ۱۶٫۳۶ کیلومترمربع مساحت و ۵٬۵۲۴ نفر جمعیت دارد.

## خواهرخوانده
شهر Helsa خواهرخواندهٔ تربس هست.